# Johannes Franciscus Hoppenbrouwers
Johannes Franciscus Hoppenbrouwers, né le 16 avril 1819 à La Haye et qui y meurt le 17 juillet 1866, est un peintre néerlandais. Il réalise principalement des paysages dans un style romantique.

## Biographie
Johannes Franciscus Hoppenbrouwers se forme à la peinture à l'Académie des arts visuels de La Haye et devient ensuite apprenti chez Andreas Schelfhout. Il peint dans un style romantique qui rappelle fortement celui de son professeur Schelfhout par sa composition et son atmosphère.
Il est surtout connu pour ses paysages, souvent des paysages d'hiver, où il laissait souvent la création de figures à son ami Charles Rochussen, parfois aussi à d'autres comme David Bles, Salomon Verveer, Johan Daniël Koelman, Eugène Verboeckhoven et Hendrik Scheeres. Il réalise un certain nombre de vues panoramiques, généralement dans un petit format et souvent avec pour sujet les rives montagneuses du Rhin en Allemagne.
Il expose régulièrement lors de l'Exposition des Maîtres Vivants. Il est ami avec le peintre Johannes Cornelis Apol et devient le professeur de son fils Louis Apol. Il meurt en 1866 à l'âge de 47 ans. Son travail se trouve entre autres au Rijksmuseum d'Amsterdam, au Kunstmuseum de La Haye, au Musée d'Amsterdam et au Musée Teylers de Haarlem, le Musée Boijmans Van Beuningen à Rotterdam et le Metropolitan Museum de New York.

## Galerie

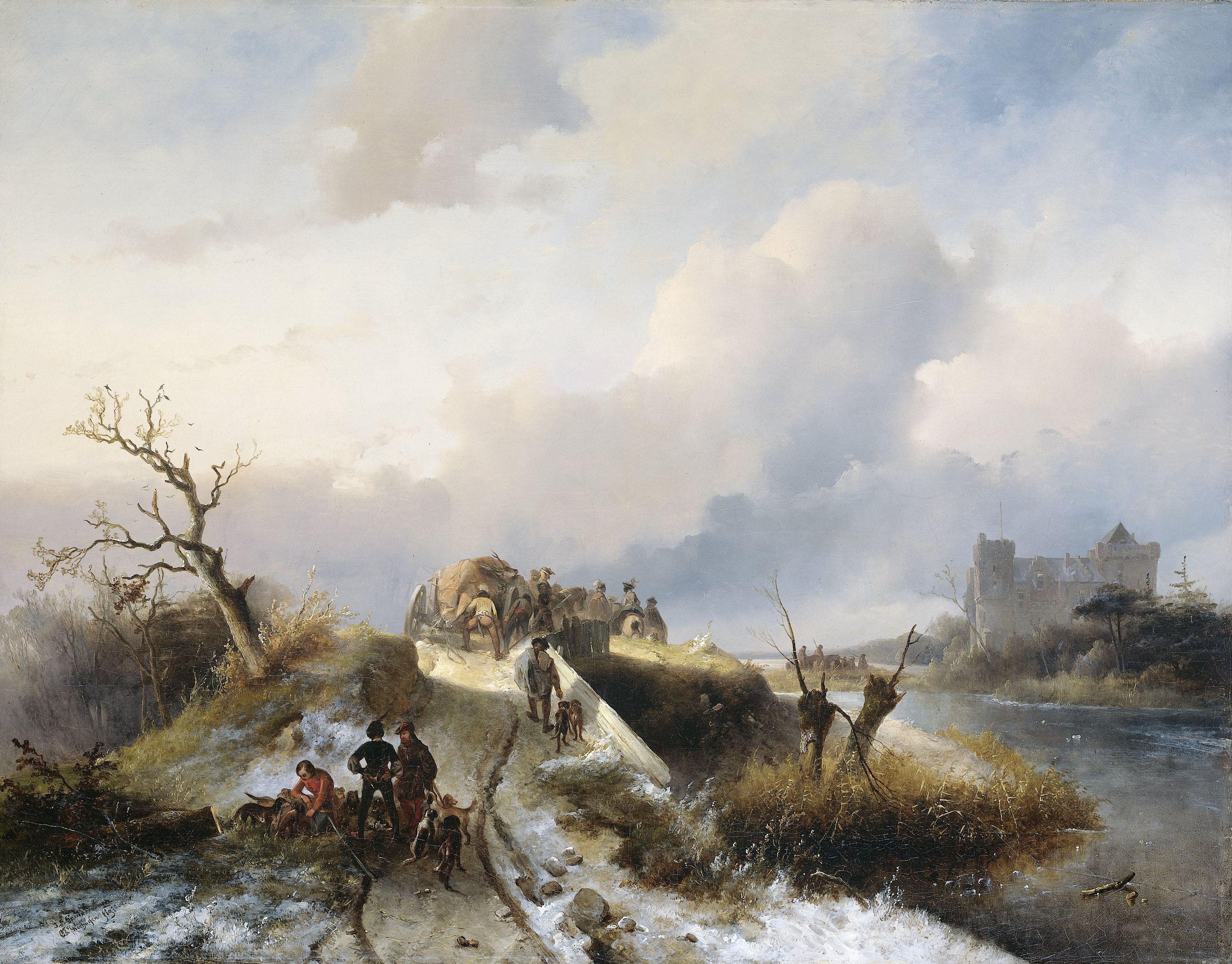
Retour de chasse, 1846, Rijksmuseum
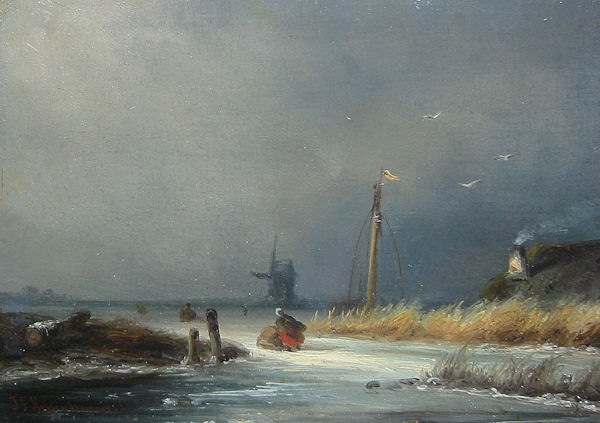
Scène de glace avec patineurs, vers 1850
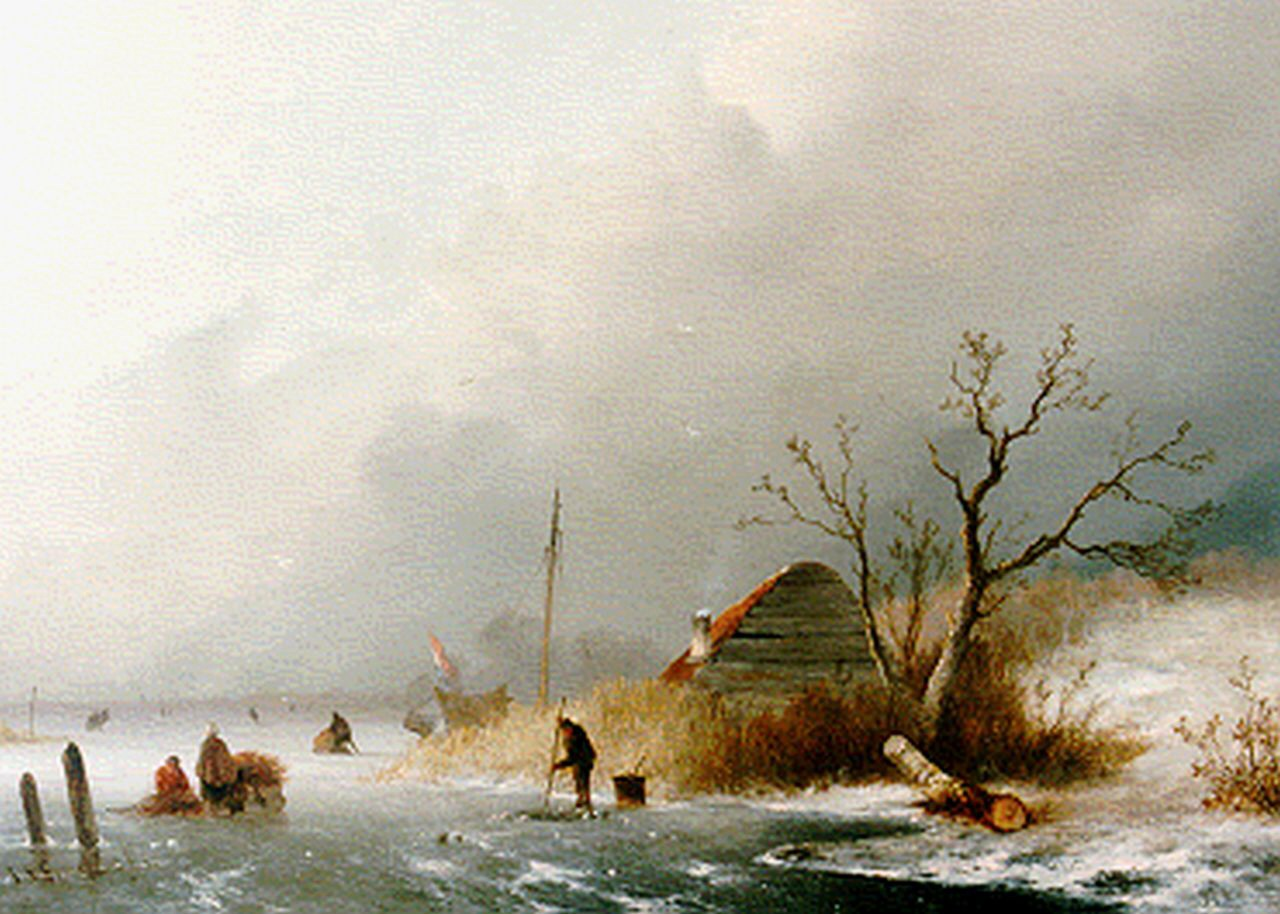
Scène de glace hivernale avec patineurs, vers 1850
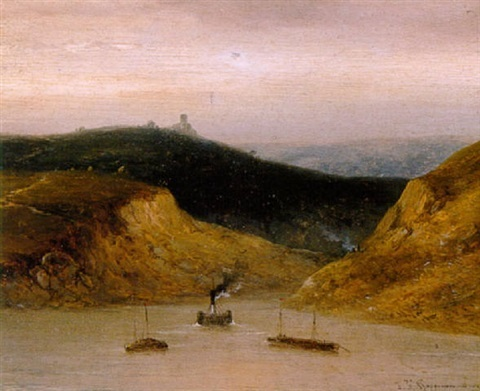
Vue sur le Rhin avec bateau à vapeur, vers 1850
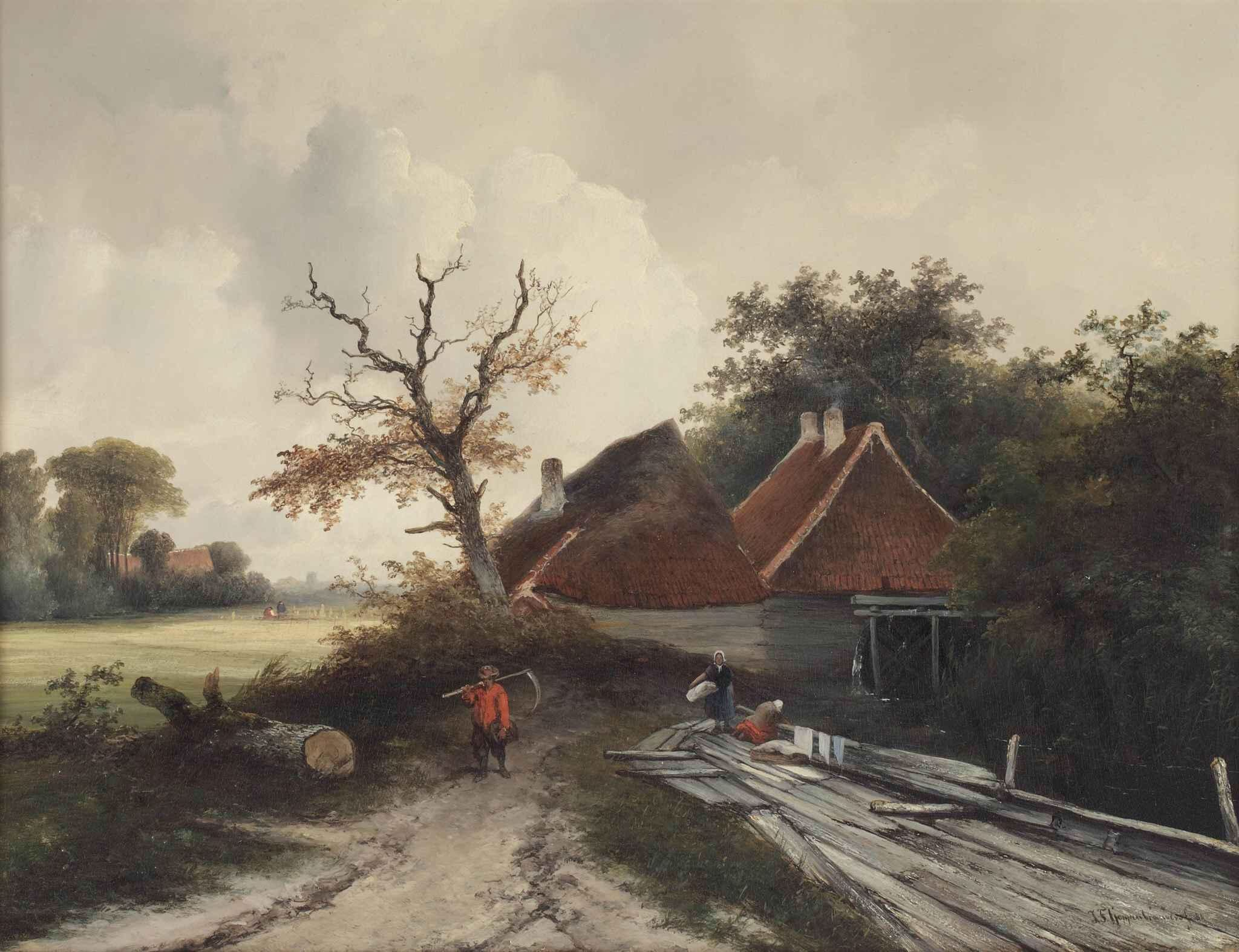
Journée du lavage, vers 1850
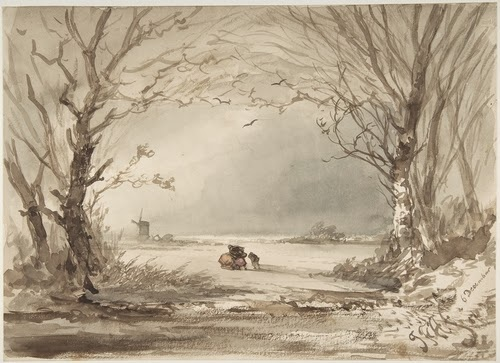
Paysage d'hiver, 1854, Metropolitan Museum, New York
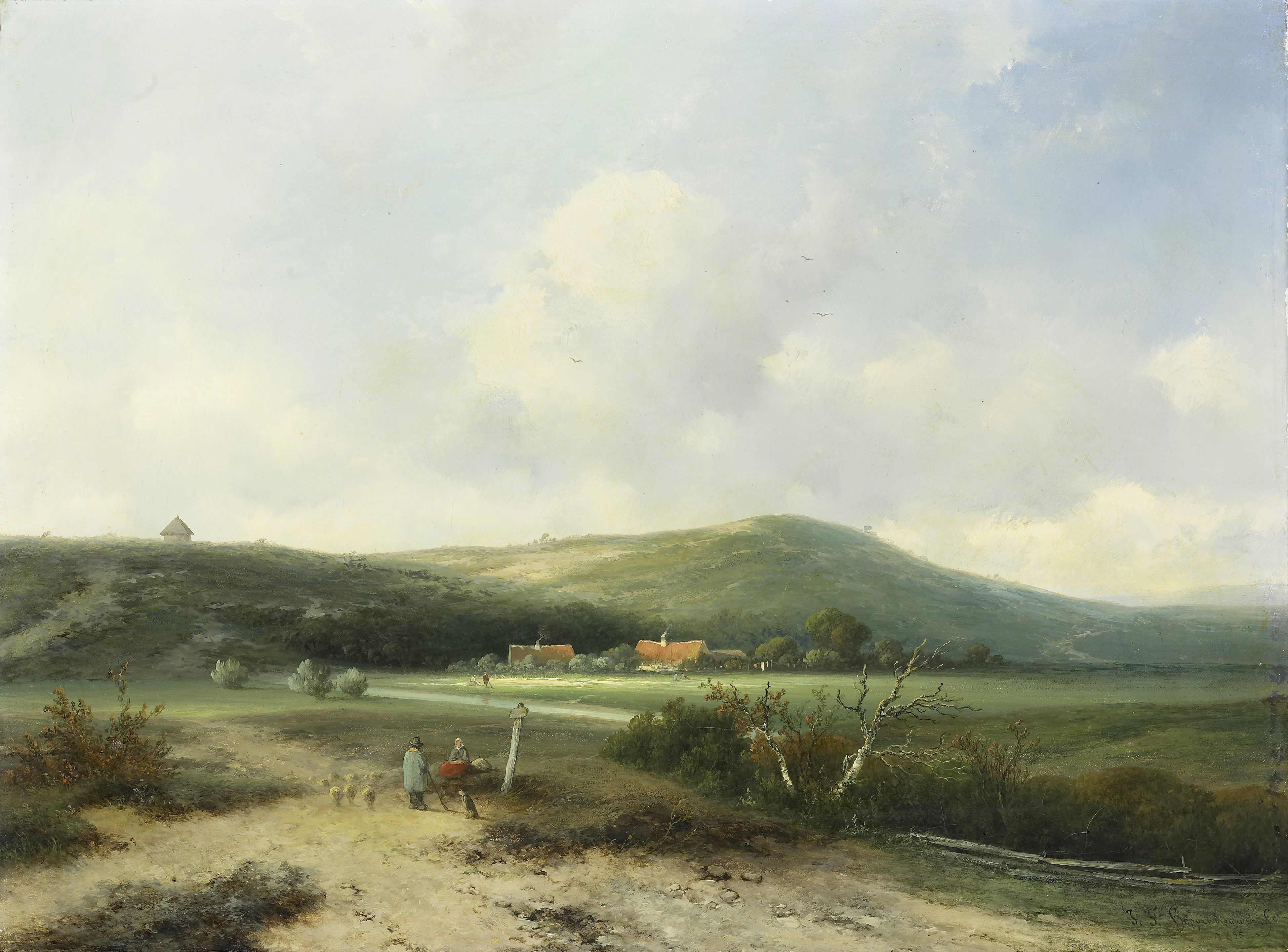
Paysage de dunes, 1856, Rijksmuseum
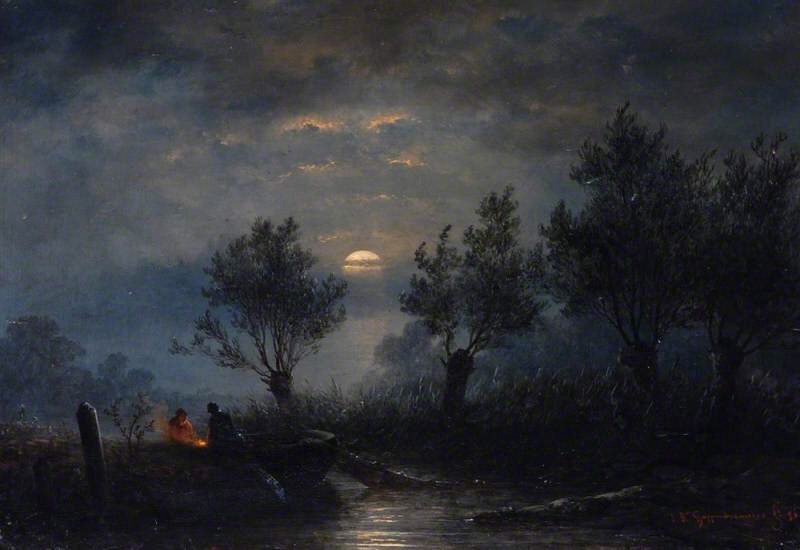
Pêche au filet, clair de lune, 1856, Musée Bowes